# Ángela od Kříže
Ángela od Kříže, H.C.C., rodným jménem María de los Ángeles Guerrero y González (30. ledna 1846, Sevilla – 2. března 1932, tamtéž) byla španělská římskokatolická řeholnice, zakladatelka a členka kongregace Sester křížové roty. Katolická církev ji uctívá jako světici.

## Život

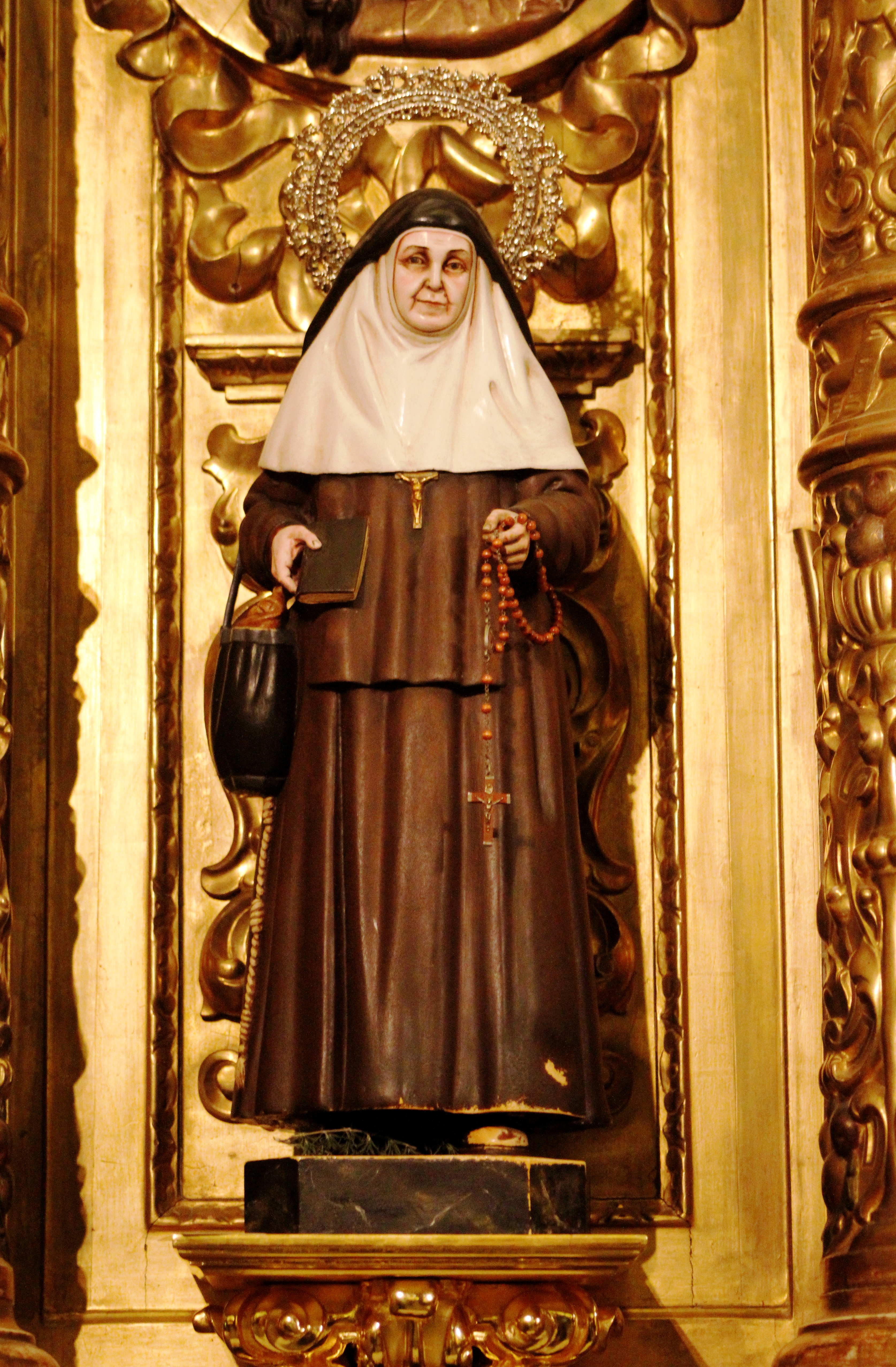
Její socha v Seville

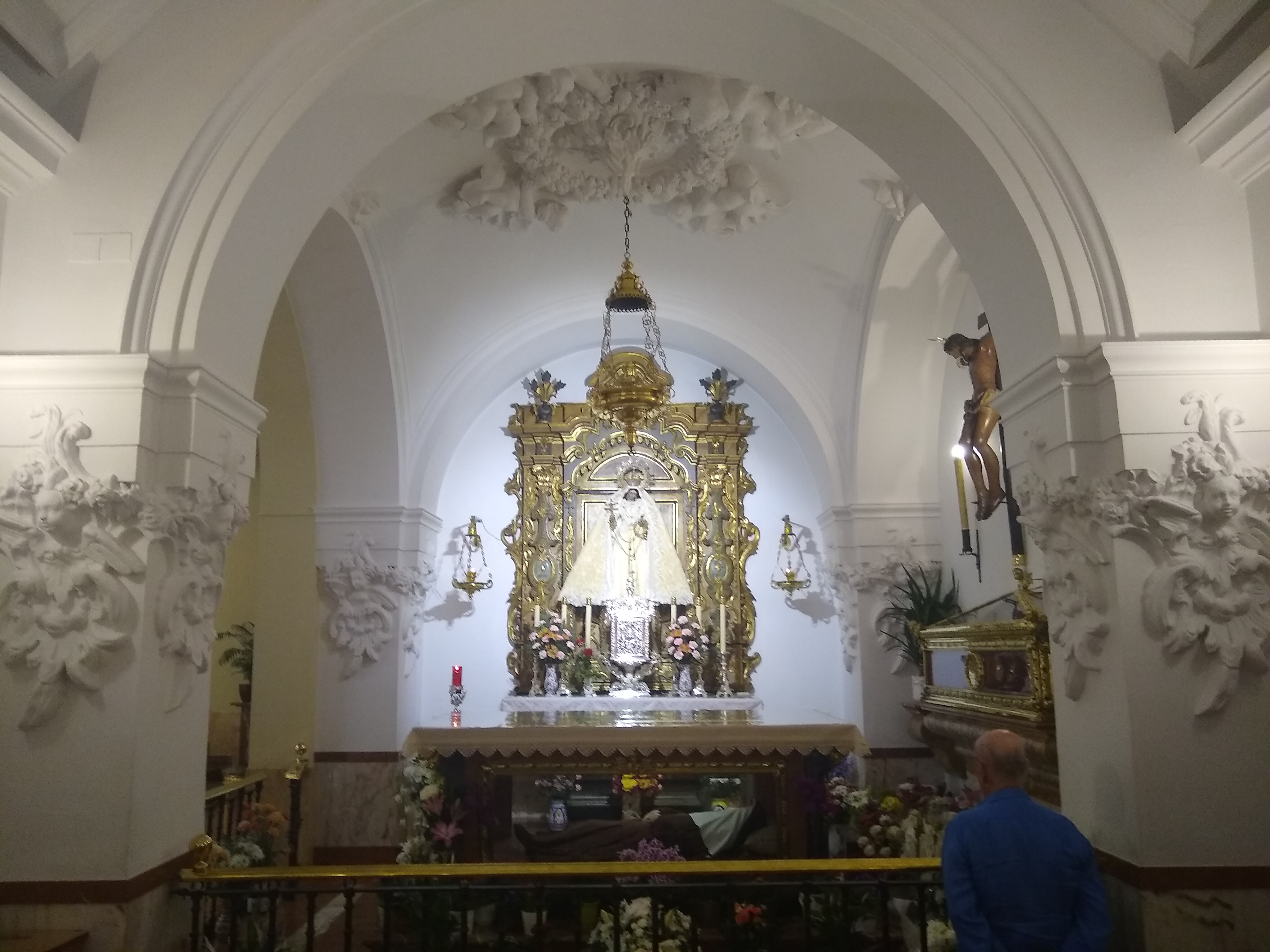
Její hrobka v kapli mateřského domu jí založené kongregace v Seville (vpravo jsou uloženy ostatky její nástupkyně sv. Maríe Isabel Salvat Romero)

Narodila se v Seville dne 30. ledna 1846 a pokřtěna byla 2. února téhož roku v kostele Santa Lucia. Její otec, Francisco Guerrero, byl mykač vlny z Grazalemy, který se přestěhoval do Sevilly. Její matka, Josefa González, pocházela ze Sevilly. Byla jednou ze 14 dětí, z nichž pouze šest dosáhlo dospělosti. Oba její rodiče také pracovali v převorství trinitářských mnichů v Seville, otec jako kuchař a matka jako pradlena a švadlena. Její školní docházka byla omezená, jak bylo v té době běžné u mladých dívek této společenské vrstvy. Ve 12 letech šla pracovat do opravny obuvi, aby pomohla rodinným příjmům a zůstala tam do svých 29 let.
Její vedoucí v opravně obuvi byla Antonia Maldonado, zbožná dáma, která povzbuzovala své zaměstnance, aby se společně modlili, recitovali růženec a četly životy svatých. Jejím duchovním vůdcem a zpovědníkem byl v té době kněz José Torres Padilla z Kanárských ostrovů.
V roce 1865, ve věku 19 let, požádala o vstup do kláštera bosých karmelitek v Seville jako řeholní sestra. Její žádost však byla zamítnuta, protože její zdravotní stav se zdál nedostatečný pro těžkou fyzickou práci, která se od členek řeholní komunity vyžadovala. Poté jí její zpovědník doporučil, aby začala pracovat mezi nemocnými, zejména těmi, kteří trpěli cholerou, která byla v té době hojná. O tři roky později, v roce 1868, znovu požádala o vstup do zasvěceného života, tentokrát u kongregace Milosrdných sester svatého Vincence de Paul v Seville, kde již byla přijata. Byla poslána do Valencie , aby se zotavila ze svého chatrného zdraví. Náhle však musela kongregaci opustit a vrátit se do továrny na boty.
Opustila obuvní průmysl a spolu s dalšími ženami utvořila komunitu sester. Z komunity poté vznikla ženská řeholní kongregace Sester křížové roty, kterou založila dne 2. srpna 1875 v Seville. Do kongregace poté sama vstoupila a stala se její představenou. Její komunita si pak pronajala malý pokoj s přístupem do kuchyně na ulici San Luis v Seville a odtud sestry organizovaly denní a noční podpůrnou službu pro místní chudé a nemocné. Vytvořila řeholní hábit kongregace a přijala řeholní jméno Ángela od Kříže. Jí založená kongregace se poté rozrostla o nové členky i řeholní domy v dalších městech.
Zemřela v Seville dne 2. března 1932 ve věku 86 let. Její ostatky jsou uchovávány v kapli mateřského domu jí založené kongregace v Seville.

## Úcta
Její beatifikační proces započal dne 10. února 1960, čímž obdržela titul služebnice Boží. Dne 12. února 1976 ji papež sv. Pavel VI. podepsáním dekretu o jejích hrdinských ctnostech prohlásil za ctihodnou.
Blahořečena pak byla dne 5. listopadu 1982 ve čtvrti Los Remedios v Seville papežem sv. Janem Pavlem II. Svatořečena byla dne 4. května 2003 na Plaza de Colón v Madridu papežem sv. Janem Pavlem II.
Její památka je připomínána 2. března. Bývá zobrazována v řeholním oděvu.